# Torre de Benagalbón

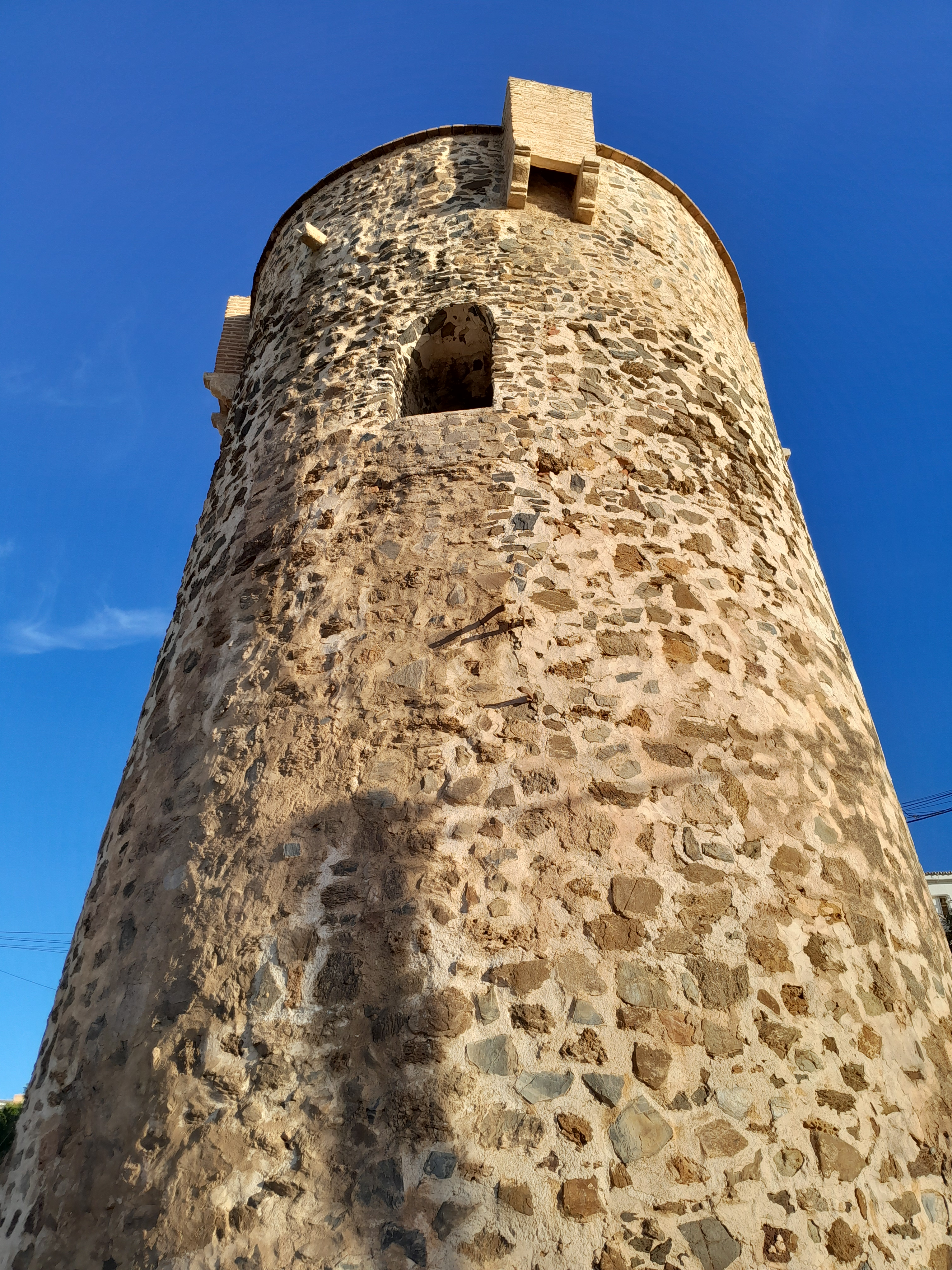
Torre de Benagalbón

Torre de Benagalbón es una localidad española del municipio de Rincón de la Victoria, en la provincia de Málaga, Andalucía. Debe su nombre a la torre vigía que es el origen del asentamiento, en el antiguo municipio de Benagalbón.  En 2017 tenía una población de 8.919 habitantes.

## La Edad Antigua en Torre de Benagalbón
Antiguamente la Torre de Benagalbón fue una ciudad fenicia y más tarde púnica, orientada al suroeste y dedicada principalmente a la actividad comercial entre Malaka y el estuario del río Vélez.
La Loma de la Torre de Benagalbón, asentamiento fenicio del siglo VII a. C.., es considerado el lugar más antiguo de esta localidad ubicada en Rincón de la Victoria. Así pues, estaba en un principio batida por el mar y envuelta de entrantes fluviales.
Durante el siglo III a. C.. este poblado se fue ampliando gradualmente hacia la playa. Del mismo modo, la actividad económica también fue aumentando y variándose.
Entrando a una época ya romana republicana, cabe señalar la evolución de la explotación minerometalúrgica de las menas de cobre próximas a esta pequeña comunidad, que fue dándole mayor importancia a la molienda de mineral.
Ya en el siglo I y el siglo II d. C. prevaleció la compra y venta de recursos marinos, hechos confirmados según la investigación llevada a cabo tras el encuentro de muchos elementos enterrados en zonas cercana a la playa situada junto al cuartel de la Guardia Civil.
El centro de producción estaba localizado en la villa romana marítima, reconocida en el año 2004, y hoy en día tapada con pequeñas piedras en la parte baja de un inmueble a la espera de ser valorada. Algo que además podría explicar la presencia del edificio termal, que fue identificado en los años 80 y reformado más de una vez entre el siglo II y el siglo V d. C.
Finalmente, se conoce el gran valor que se le dio en este periodo romano a la decoración, pues los mosaicos con formas geométricas en tonos blancos, rojos, negros y azules, organizados en un extenso corredor en el cual los lados se hallaban las estancias residenciales, estaban fijados en todos los suelos encontrados.

## Transporte público
Torre de Benagalbón está comunicado con otras localidades vecinas a través de varias rutas de autobuses interurbanos del Consorcio de Transporte Metropolitano del Área de Málaga:. Pueden consultarse en el siguiente enlace